# Салліван (округ, Нью-Йорк)
Шаблон:StateAbbr_ 41°43′ пн. ш. 74°46′ зх. д. / 41.72° пн. ш. 74.76° зх. д.
Округ Салліван (англ. Sullivan County) — округ (графство) у штаті Нью-Йорк, США. Ідентифікатор округу 36105.

## Історія
Округ утворений 1809 року.

## Демографія
За даними перепису 
2000 року 
загальне населення округу становило 73966 осіб, зокрема міського населення було 21236, а сільського — 52730.
Серед мешканців округу чоловіків було 37643, а жінок — 36323. В окрузі було 27661 домогосподарство, 18324 родин, які мешкали в 44730 будинках.
Середній розмір родини становив 3,05.
Віковий розподіл населення поданий у таблиці:
| Стать    | До 15 років | 15-21 | 22-29 | 30-39 | 40-49 | 50-65 | 65-85 | Понад 85 |
| -------- | ----------- | ----- | ----- | ----- | ----- | ----- | ----- | -------- |
| Чоловіки | 7728        | 3593  | 2927  | 5742  | 6123  | 6688  | 4505  | 337      |
| Жінки    | 7336        | 3207  | 2691  | 5303  | 5549  | 6495  | 4973  | 769      |

## Суміжні округи
- Делавер — північ
- Ольстер — північний схід
- Орандж — південний схід
- Пайк, Пенсільванія — південний захід
- Вейн, Пенсільванія — захід

## Виноски
1. ↑  U.S. Decennial Census. United States Census Bureau. Архів оригіналу за 12 травня 2015. Процитовано 7 січня 2015.
2. ↑  Historical Census Browser. University of Virginia Library. Архів оригіналу за 11 серпня 2012. Процитовано 7 січня 2015.
3. ↑  Population of Counties by Decennial Census: 1900 to 1990. United States Census Bureau. Архів оригіналу за 19 лютого 2015. Процитовано 7 січня 2015.
4. ↑  Census 2000 PHC-T-4. Ranking Tables for Counties: 1990 and 2000 (PDF). United States Census Bureau. Архів оригіналу (PDF) за 18 грудня 2014. Процитовано 7 січня 2015.
5. ↑  State & County QuickFacts. United States Census Bureau. Архів оригіналу за 5 лютого 2016. Процитовано 13 жовтня 2013. [Архівовано 2011-06-06 у Wayback Machine.](англ.) Наведено за англійською вікіпедією.
6. ↑  Sullivan County, New York. United States Census Bureau. Архів оригіналу за 13 жовтня 2019. Процитовано 13 жовтня 2019.
7. ↑  American FactFinder. Бюро перепису населення США. Архів оригіналу за 26 лютого 2012. Процитовано 31 січня 2008. [Архівовано 2008-05-21 у Wayback Machine.]

| США | Це незавершена стаття з географії США. Ви можете допомогти проєкту, виправивши або дописавши її. |